# ×××HOLiC
×××HOLiC (яп. ×××ホリック ×××Хорикку) — манга, написанная и проиллюстрированная коллективом мангак Clamp. Выходила в журнале Weekly Young Magazine издательства «Коданся» с 2003 по 2011 год. Всего в формате танкобонов выпущено 19 томов. В центре сюжета находятся старшеклассник Кимихиро Ватануки, который может видеть духов, и Юко Итихара, исполняющая желания ведьма. Когда Ватануки просит Юко лишить его способности видеть духов, она исполняет его желание, но при условии, что он будет работать на неё. С 2013 по 2016 года выходило продолжение манги: xxxHolic: Rei.
Манга xxxHolic периодически выпускалась в журнале Young Magazine с 2003 по март 2010 года. Затем она перешла в журнал Bessatsu Shonen Magazine в июне 2010 года, где закончила сериализацию в феврале 2011 года. В 2005 году Production I.G адаптировали мангу в анимационный фильм, за которым последовали два аниме-телесериала и различные оригинальные видео-анимации (OVA). По мотивам этой серии также были выпущены новелла и видеоигра.
Манга была хорошо принята как японскими, так и английскими читателями и появилась в различных рейтингах бестселлеров. Критики обычно хвалили серию за её иллюстрации и изображение сверхъестественных элементов.

## Адаптации и продолжения
×××HOLiC - Manatsu no Yoru no Yume (яп. 劇場版 xxxHOLiC 真夏ノ夜ノ夢 ×××Хорикку - Манацу но Ёру но Юмэ) — фильм вышел 20 августа 2005 года. Аниме сняла студия Production I.G. Его режиссёром стал Цутому Мидзусима, а композитором — Цунэёси Сайто. Длительность фильма — 60 минут.
В 2006 году по манге вышел аниме-сериал. Его сняла та же студия, что и фильм, режиссёром также был Цутому Мидзусима. Его трансляция осуществлялась на канале TBS с 7 апреля 2006 года по 29 сентября 2006 года. Всего было показано 24 серии по 24 минуты в каждой. С 4 апреля 2008 по 27 июня 2008 года прошла трансляция второго сезона ×××HOLiC.
После аниме-сериала были выпущены три OVA продолжения: двухсерийное xxxHOLiC: Shunmuki (яп. ×××HOLiC 春夢記 ×××Хорикку: Сюммуки), выходившее с 17 февраля 2009 года по 23 июня 2009 года, xxxHOLiC: Rou (яп. ×××HOLiC・籠 ×××Хорикку: Роу), вышедшее 23 апреля 2010 года и xxxHOLiC: Rou Adayume (яп. ×××HOLiC・籠 あだゆめ ×××Хорикку: Роу Адаюмэ), вышедшее 9 марта 2011 года.
Также по манге была написана лайт-новела xxxHolic: Another Holic Landolt-Ring Aerosol и выпущена игра — симулятор свиданий xxxHolic: Watanuki no Izayoi Sowa.
На данный момент было анонсировано продолжение манги, xxxHOLiC: Rei (яп. XXXHOLiC ◆ 戻 ×××Хорикку: Рэй), которое будет выпускаться в журнале Young Magazine с 2013 года. Также было объявлено о производстве сериала с живыми актёрами, премьера которого должна состояться в 1 квартале 2013 года на канале WOWOW.
В 2022 году вышел фильм xxxHolic по мотивам одноимённой манги. Режиссёром фильма является Мика Нинагава, сценаристом — Эрика Ёсида, дистрибьюторами — Shochiku и Asmik Ace, а в главных ролях — Ко Сибасаки в роли Юко Итихары и Рюноскэ Камики в роли Кимихиро Ватануки. Прокат фильма начался в Японии 29 апреля 2022 года. Фильм занял 5-е место в топ-10 в японском прокате в премьерные выходные дни. В апреле 2022 года заявлено, что Clamp планирует возобновить серию в 2023 году, но этого не случилось; В январе 2025 года было объявлено, что манга возобновится 21 апреля того же года.

## Сюжет
Сюжет повествует о Кимихиро Ватануки, который способен видеть духов и привлекает к себе их внимание. И то, и другое крайне не нравится персонажу. Однажды ноги против его воли приносят его в магазин ведьмы Юко. Она объясняет, что её магазин торгует исполнением желаний. Платой за услуги магазина может служить что угодно: например, воспоминания человека или требование соблюдения клиентом какого-либо табу. Главное, чтобы плата была равнозначна желанию. Юко готова избавить Ватануки от его паранормальных способностей. Однако, в качестве платы он должен поработать её помощником. В роли подручного Юко, Ватануки встречает различных паранормальных существ и постепенно сам становится похож на них. После того, как Юко погибает, он становится новым хозяином магазина и обещает дождаться Юко, веря, что она вернётся.

## Персонажи
Юко Итихара (壱原侑子 Итихара Ю̄ко) — хозяйка магазина исполнения желаний. Также известна как Ведьма Измерений. Магазин желаний не находится в том же измерении, что и Япония, поэтому время в нём течёт иначе, что заметно через другие произведения КЛАМПа. Магазин могут увидеть лишь те, кому это необходимо. Юко исполняет желания посетителей, но взамен берёт плату, что-то настолько же дорогое заказчику, как и желание; плата обязана быть равноценной: не больше, не меньше, иначе последствия могут быть болезненны. Юко эксцентрична и таинственна, но так же может быть крайне весёлой и очень любит выпить. Имеет огромную магическую силу. Способна перемещать людей между мирами и временем, за что и получила имя Ведьма Измерений. Знает множество людей и нелюдей из разных миров. Уважает всех существ, так как считает зло и добро концепциями исключительно человеческими и поэтому неприменимыми к другим существам. Долгое время была партнёром Клоу Рида, вместе с ним создала Мокон. Предполагается, что имела с ним романтическое отношения. Магическая сила Клоу Рида была настолько велика, что, когда Юко умирала, одной лишь силой мысли он остановил её время. Не совсем мертва, но и не жива, без способности двигаться дальше в остановленном времени она долгие годы управляла магазином, исполняя чужие желания. Однажды и Ватануки стал клиентом её магазина, и в плату за его желание она наняла его к себе на работу. Спустя некоторое время благодаря Фей Вонг Риду её время снова двинулось вперёд, и она исчезла.
Сэйю: Саяка Охара
Кимихиро Ватануки (四月一日君尋 Ватануки Кимихиро) — главный персонаж истории. Фамилия его пишется как «1 апреля», и дата рождения у него — 1 апреля, чем не раз его подкалывали Юко, Мокона и Мару с Моро. Ватануки очень вспыльчивый и громкий, он крайне подвижен и не может скрывать свои чувства. Безумно радуется при виде Химавари и очень злится при виде Домэки. В связи с искривлением времени занял место персонажа Tsubasa: Reservoir Chronicle Сяорана, не являясь при этом ни его клоном, ни его братом. Ватануки и Сяоран самые близкие друг другу люди, о чём неоднократно упоминала Юко. Дальний родственник Клоу Рида. Сирота и ввиду сделки, заключённой с Юко в прошлом, не помнит своих родителей. Хорошо готовит, но так же не помнит вкуса своей еды. Привлекает внимание духов и другой нечисти своей кровью и способен их видеть. В начале сюжета ноги Ватануки против его воли приносят его в магазин Юко. Она предлагает ему сделку — после того, как он некоторое время поработает у неё, она исполнит его желание: избавит от преследований духов. А до тех пор он будет работать в её магазине, встречаться с разными людьми и нелюдьми и выполнять поручения Юко, тем самым набираясь опыта и знаний. Ватануки влюблён в Химавари, однако та держит некоторую дистанцию, так как против воли приносит несчастья окружающим её людям. С первой же встречи Ватануки невзлюбил Домэки и даже пнул его, но несмотря на вечные ссоры и раздражения, персонажи вскоре становятся очень близкими друзьями. Со временем, благодаря двум магическим сделкам с Юко, они разделяют между собой правый глаз и кровь. Коханэ позже это почувствовала и сказала им: «Вы смешаны друг с другом». Когда Юко исчезла, Ватануки не перестал видеть духов. Он унаследовал магазин, дав клятву, что обязательно дождется Юко.
Сэйю: Дзюн Фукуяма
Сидзука Домэки (百目鬼静 До̄мэки Сидзука) — учится в той же школе, что и Ватануки. Состоит в школьном кружке по стрельбе из лука и часто участвует в школьных соревнованиях. Домэки живёт в храме, принадлежащем его дедушке. Характер Домэки резко контрастирует с характером Ватануки, так как первый обычно спокоен и иногда саркастичен. В отличие от Кимихиро, не видит духов, но зато способен изгонять их и обладает иммунитетом к проклятьям, главным образом из-за своей родословной и дедушки, который его обучал и воспитывал в храме. Дата рождения 3 марта. Его раздражает Ватануки, но он этого не показывает. Наоборот, Сидзука не раз спасал ему жизнь и часто беспокоился о нём. Изначально Домэки не мог видеть магазин желаний, так как всегда выполнял свои желания сам и не нуждался в этом магазине. Но когда Ватануки практически умирал, Домэки возжелал спасти его и, будучи не в состоянии сам сделать этого, тоже стал клиентом магазина.
Сэйю: Кадзуя Накаи
Химавари Куноги (九軒ひまわり Куноги Химавари) — одноклассница Ватануки, очень нравится ему. Несмотря на то, что Ватануки очень заметно выражает своё восхищение ей, она предпочитает не замечать его чувства, в силу своей «плохой удачи», которой она боится повлиять на Ватануки. Обычно жизнерадостна и весела в общении с людьми. День рождения — 27 ноября. Совершенно не умеет готовить, так как, собственно, и не училась, опять же в силу своей «плохой удачи». Любит конфеты, романтические новеллы, астрологию и истории о призраках. В начале манги, когда Ватануки рассказал о Химавари Юко, та сказала, что Химавари — не его богиня удачи.
Сэйю: Сидзука Ито
Мару и Моро — настоящие имена Марудаси и Мородаси, помощники Юко в её «Магазине желаний». Мару и Моро очень похожи снаружи и внутри, но это не так. Называют они себя «телами без души». В связи с этим Мару и Моро не могут выйти за забор, окружающий магазин, объясняя это тем, что «их тела не выдержат». Имеют привычку синхронно двигаться, изображая руками и ногами различные фигуры и выполняя простейшие акробатические трюки, типа «колесо», и разговаривать в унисон. Постоянно находятся в экзальтированном состоянии.
Сэйю: Кадзуко Кодзима
Мокона Лагуз Модоки (モコナ＝モドキ) — волшебное существо, созданное Юко Итихарой и Клоу Ридом, и обитающее в магазине Юко, а также всячески помогающее хозяйке. Выглядит как кроликоподобное существо с чёрным мехом и синим камнем на лбу. Мокона — мальчик, это указано в книге-дополнении «Книга Мокон», его настоящее имя — Лагуз, по названию древней скандинавской руны . Так же Юко и Клоу создали Мокону Совило Модоки, назвав её в честь древнескандинавской руны . Она путешествует вместе с героями Tsubasa: Reservoir Chronicle. Вероятно, является возлюбленной Лагуза. Мокона способен всосать в себя воздух с огромной силой. Как следствие, может хранить в своём теле различные предметы, засосанные таким образом, и извлекать их в целости и сохранности. Способен телепатически связываться с Соэль через миры, а также голографически отображать всё, что она видит сквозь камень во лбу и передавать всё, что он видит, таким образом являясь своеобразной заменой видеотелефону. Он видит и чувствует духов, знает о них и магии очень многое. Хорошо разбирается в выпивке и закусках.
Сэйю: Мика Кикути

## Создание
Мангака Нанасэ Окава рассказывала, что манга xxxHolic была задумана, когда члены коллектива CLAMP решили создать связь между фэнтэзийными и реалистичными мирами из своих работ. Эта идея нашла своё отражение в создании Юко Итихары, которая связывала две вымышленные истории — Tsubasa: Reservoir Chronicle и xxxHolic.

## Аниме адаптации

### TV
Серии адаптированы по манге ×××HOLiC, первый сезон с начала, xxxHolic: Kei с главы 43.

### OVA
Издательство Kodansha официально объявила о проекте предполагающем выпуск двух DVD OVA включающих в себя сюжет манг ×××HOLiC и Tsubasa Chronicle. 14 том манги ×××HOLiC будет выпущен 16 января 2009 года в ограниченном тираже, который будет включать в себя ×××HOLiC OVA. Аниме должно сюжетно пересекаться с анонсированными по TRC сериям. Неизвестно — будет ли OVA продолжать арку с Химавари или это аниме концовка. Tsubasa Chronicle OVA будет выпущено в феврале 2009 года с 26 томом манги.

## Манга
| № | Дата публикации | ISBN               |
| --- | --------------- | ------------------ |
| 1 | Июль 2003       | ISBN 4-06-334752-4 |
| - Chapter 001 — Chapter 008 |                 |                    |
| Глава 1: Ватануки убегает от духов и в результате попадает магазин Юко, хозяйка которого исполняет желания посетителей за определённую плату. Желание Ватануки Избавиться от приставаний и пристального внимания духов Юко выполняет, однако в качестве платы за него, берёт Кимихиро в качестве помощника в магазине. Глава 2: (Арка с Лгущей девушкой) Когда Ватануки убирается в магазине, приходит девушка с онемевшим мизинцем. Юко даёт ей кольцо и, надев его на мизинец, она может двигать пальцем. Глава 3: (Арка с Лгущей девушкой) Ватануки знакомится с Химавари. Девушка опять приходит в магазин и говорит что кольцо уже не помогает — Юко спрашивает: Есть ли у неё вредные привычки, она говорит что нет. Когда она уходит из магазина, Ватануки идёт за ней и понимает что причиной недуга является «ложь». После этого он встречает Химавари, которая ведёт его в кафе. И видит как девушка сняв кольцо на переходе, не может двигаться и попадает под машину. Глава 4: (Арка с Лгущей девушкой) Юко говорит что девушка должна была сама понять свою проблему и что возможно если бы он не пошёл с Химавари, то не увидел бы аварию. Глава 5: (Арка с интернет зависимой девушкой) Ватануки и Юко телепортируются в Гиндзу, после чего покупают там красную биту и идут к в гости к девушке. Глава 6: (Арка с интернет зависимой девушкой) Девушка просит Юко помочь избавиться от интернет зависимости, после чего Юко берёт с неё обещание больше не прикасаться к компьютеру и уходит. Глава 7: (Арка с интернет зависимой девушкой) Девушка не выдерживает и включает свой ноутбук. Юко снова приходит к ней и говорит, что может исполнить её желание. Девушка соглашается и Юко разбивает ноутбук битой и, забрав в качестве платы детский стульчик, уходит. Глава 8: (TRC арка) Идёт дождь при свете солнца. Во дворе магазина появляются Сяоран и Сакура. Сяоран просит спасти Сакуру. |                 |                    |
| 2 | 17 октября 2003 | ISBN 4-06-334790-7 |
| - Chapter 001(009) — Chapter 007(015) |                 |                    |
| Глава 9: (TRC арка) Юко просит принести Ватануки белую Мокону (Соэль) и чёрную Мокону (Ларг). Когда он приносит их — кроме Сяорана и Сакуры, видит появившихся из других миров Фая и Куроганэ. Все четверо появившихся хотят путешествовать по мирам и Юко исполняет их желание взамен на то, что им дорого. Сяоран, Сакура, Фай, Куроганэ отправляются с белой Моконой в другой мир. Глава 10: (Арка с предсказательницей) Ватануки разговаривает с Химавари о предсказаниях. Юко решает показать Ватануки предсказательницу. Глава 11: (Арка с предсказательницей) Ватануки и Юко идут к предсказательнице, но когда приходят, там оказывается ненастоящая предсказательница. Глава 12: (Арка с предсказательницей) Ватануки и Юко находят настоящую предсказательницу. Она предсказывает ему изменения в жизни. Глава 13: (Арка: Ночь страшных историй) Юко предлагает Ватануки ночь страшных историй в храме Домэки. Глава 14: (Арка: Ночь страшных историй) Юко говорит, что Домэки и Ватануки связаны судьбой. Химавари, Домэки, Юко, Мокона и Ватануки начинают ночь страшных историй. Глава 15: (Арка: Ночь страшных историй) Все по очереди рассказывают страшные истории. Кеккай (Защитный магический барьер) ломается, Ватануки пытаются забрать духа умерших — Домэки спасает его, выстрелив духовной стрелой. А Мокона съедает всех духов. |                 |                    |
| 3 | 17 февраля 2004 | ISBN 4-06-334841-5 |
| - Chapter 001(016) — Chapter 007(022) |                 |                    |
| Глава 16: (Арка с Ангелом) Ватануки и Юко играют в бейсбол. Сяоран и компания с помощью Мокон, обращаются за помощью к Юко. Юко даёт им камень созданный из духов проглоченных Моконой в ночь страшный историй. Приходит Химавари и просит остановить школьниц которые играют в странную игру, которую называют Ангел. Глава 17: (Арка с Ангелом) Ватануки и Домэки идут в школу где происходят странные события. На крыше они находят трёх школьниц, которые держатся за ручку и не могут отпустить её. Когда Ватануки расцепляет их руки, они превращаются в духов и пытаются убить его. Привлечённая аурой Ватануки появляется змея — хранитель этих мест и уничтожает этих духов. Глава 18: (Арка с лапой обезьяны) Ватануки, Мару и Моро чистят вещи хранящие в магазине, вынеся их во двор. Приходит девушка, увлекающаяся антиквариатом и просит забрать странный цилиндр — Юко разрешает при условии если она никогда не будет его открывать. Девушка также оказывается учительницей-практиканткой в школе Ватануки. Глава 19: (Арка с лапой обезьяны) Ватануки и Домэки едят ланч, когда приходит девушки с цилиндром, её случайно толкает Химавари и ловит цилиндр, выпавший из её рук. Цилиндр открывается, и внутри оказывается «Обезьянья лапа», которая по слухам может исполнять желания. Когда учительница загадывает желание: Пусть пойдет дождь — он начинается, один палец обезьяней лапы ломается. Из бассейна пропадает вода. Когда она приходит домой, она просит зеркало Тада, которое ей когда-то не продали. Глава 20: (Арка с лапой обезьяны) Девушка загадывает материал для эссе. Остаётся два несломанных пальца лапы. Глава 21: (Арка с лапой обезьяны) Девушка опаздывает на практику и думает на что хорошо было бы несчастный случай. Лапа считает это за желание, под поезд падает человек. Когда она приходит домой, ей звонят и говорят, что материалы для эссе она украла. Девушка просит, чтобы всё исчезло с её глаз, и исчезает сама, лапа возвращается в магазин. Глава 22: (Арка с лисёнком) Ватануки возвращается поздно вечером в магазин Юко и встречает лисий магазин, где продаётся оден. Он покупает оден для себя и Юко и дарит лисёнку обломок стрелы, содержащий духовную силу. |                 |                    |
| 4 | 17 июня 2004    | ISBN 4-06-334881-4 |
| - Chapter 001(023) — Chapter 006(028) |                 |                    |
| Глава 23: (TRC арка, Арка с Дзасики-вараси) Ватануки готовит шоколадные валентинки по велению Юко. Она же отправляет через Мокону пять валентинок для Сяорана и компании. Последнюю валентинку Ватануки хочет подарить Химавари, однако она не приходит в школу. Валентинку съедает Домэки. Когда они возвращаются из школы, встречают девушку, которая что-то ищет. Девушка забирает съеденную валентинку из Домэки, начинает плакать и улетает. Приходит Юко и говорит, что девушка кроме валентинки забрала душу Домэки. В обмен на добавление времени службы в магазине она даёт ему Мокону с большой птицей, на которой он отправляется в погоню. Когда он её находит, на него нападают тэнгу-карасу и сбивают с птицы. Его спасает девушка, за которой он гнался, и дарит ему валентинку. Юко говорит, что это Дзасики-вараси. Глава 24: (TRC арка, Арка с девушками-близнецами) Ватануки и Юко видят магазине девушек близняшек. Когда Ватануки возвращается со школы он встречает старшую сестру. Оказывается что она потеряла свои линзы и он предлагает свою помощь. Однако они ничего не находят. Когда Ватануки возвращается магазин Юко она говорит ему что есть несколько замков связывающих все формы жизни — «Естественные образцы», «Течение времени», «Барьер окутывающий тело», «Душа связанная с совестью», однако существует особый замок который делят между собой только люди, и сестры близняшки связаны этим замком. Ватануки и Домэки обедая в кафе после школы встречают младшую сестру — она в качестве благодарности за помощь старшей сестре приглашает их на парное свидание. Юко разговаривает с белой Моконой о реакции на подаренные валентинки. Ватануки и Домэки приходят на свидание с близняшками. Близняшки ведут себя совершено противоположно — младшая оптимистична, старшая расстроена. Глава 25: (Арка с девушками-близнецами) После свидания девушки близняшки приглашают Домэки и Ватануки в кино. Возвратившись в магазин, Ватануки говорит, что старшая сестра странно себя вела. Юко приводит пример с электромагнитными, звуковыми, морскими волнами и говорит, что этой волне невозможно противостоять. Ватануки и Домэки идут в кино, одной сестер (которая ведёт себя странно) становиться плохо. Когда Ватануки опять возвращается к Юко, та говорит что старшая из близняшек сама себя связала словами, и замком является «речь». Ватануки решает помочь ей и убеждает её быть более уверенной в себе. Глава 26: (Арка с девушками-близнецами) Когда Ватануки снова встречает старшую из сестер, та выглядит счастливой и говорит что устроилась работать в кафе. А потом приглашает Ватануки, Домэки и Химавари туда. Когда Ватануки и Домэки приходят в кафе, они видят старшую сестру сомневающейся в своих силах. Причиной является неверие её младшей сестры, сомневающейся в старшей сестре. В кафе приходит Юко и исполняет желание старшей сестры: Я хочу измениться.. Когда Ватануки вновь приходит в кафе, он видит старшую сестру с короткой стрижкой и уверенной в себе, платой Юко за желание оказываются волосы. Глава 27: (Флешбэк: Арка с мальчиком призраком) В свой день рождения Ватануки вспоминает как встретился с мальчиком который тоже умел видеть духов и стал его другом — когда наступило день рождения Ватануки он исчез, так как был призраком, которого при жизни убили духи. Глава 28: (Арка с духом-рукой) Когда Ватануки возвращается домой он видит руку торчащую из земли. Рука начинает преследовать его. Когда он приходит на детскую площадку, рука пытается забрать ребёнка — Ватануки спасает его. |                 |                    |
| 5 | 17 ноября 2004  | ISBN 4-06-334941-1 |
| - Chapter 001(029) — Chapter 006(034) |                 |                    |
| Глава 29: (TRC арка, Арка с Гортензией) Когда Ватануки возвращается домой из магазина Юко, жалуясь на дождь, он встречает странную девушку, которой не нравится, как он говорит о дожде. Впоследствии оказывается, что она Амэ-вараси — Дитя Дождя. И пришла сюда с просьбой исполнить её желание — помочь ей. Домэки и Ватануки выполняя просьбу берут у Химавари ленточку (как часть одежды) и приходят к большой красной гортензии. После того, как Ватануки цепляется за неё одеждой, он попадает в странный мир, где встречает маленькую девочку, которая просит куда-то её отвести. Глава 30: (Арка с Гортензией) Ватануки слышит голос, который призывает его не идти за девочкой, и решает взять её с собой. Он замечает около себя ленточку Химавари и с помощью неё возвращается в обычный мир, где его уже ждет Домэки. Оказывается, что под корнями лежали останки девочки, которой Ватануки таким образом помог упокоиться. Глава 31: (Арка с крылатой девочкой) Юко показывает Ватануки трубочного лиса - существо-защитника, которое отдала ей Амэ-вараси за помощь с гортензией. В школе Ватануки замечает девочку с маленькими крылышками и находит перо с её спины. Когда он возвращается в магазин, Юко замечает перо и немедленно его сжигает. Снова встретив эту девочку, Ватануки и Домэки вспоминают, что раньше её считали тихоней, но сейчас она ведет себя очень вызывающе. Глава 32: (Арка с крылатой девочкой) Ватануки заходит в магазин, чтобы позвать Юко в храм на праздник, но Мару и Моро сообщают ему, что хозяйки нет, а сами они не могут выйти за пределы магазина, потому что у них нет души и их тела не смогут пересечь "барьер". Позже крылатая девочка замечает, что за ней следят, и набрасывается на Ватануки и Домэки. Её крылья отделяются от тела и оказываются "Муси" - колдовским созданием, которое меняет характер людей и забирает их души. Трубочный лис уничтожает муси, но девочка остается бездушной оболочкой. Глава 33: (Арка с горным озером) Чтобы снова сделать трубочного лиса миниатюрным, Юко отправляет Ватануки в мир духов, к чистому горному озеру. Сама она в это время находит ещё нескольких муси и создает на их основе собственного демона, которого посылает к колдуну, создавшему муси. Глава 34: (Арка с горным озером) Ватануки встречает в мире духов Дзасики-вараси и дарит ей ответный подарок на Белый День - пару заколок для волос. Заклинание Юко рвется, но она успевает установить местоположение нужного ей мага. |                 |                    |
| 6 | 17 мая 2005     | ISBN 4-06-372015-2 |
| 7 | 17 октября 2005 | ISBN 4-06-372081-0 |
| 8 | 17 февраля 2006 | ISBN 4-06-372128-0 |
| 9 | 17 июля 2006    | ISBN 4-06-372168-X |
| 10 | 17 ноября 2006  | ISBN 4-06-372227-9 |
| 11 | 17 мая 2007     | ISBN 4-06-372282-1 |
| 12 | 17 октября 2007 | ISBN 4-06-372364-X |
| 13 | 23 июня 2008    | ISBN 4-06-375510-X |

## Сопутствующие материалы

### Фанбуки
Фанбуки выпущенные в Японии:
- xxxHOLiC OFFICIAL FANBOOK (яп. 劇場版) Gekijōban xxxHOLiC OFFICIAL FANBOOK (ISBN 978-4-06-372049-5) 
Первая публикация: 17 августа, 2005
- TV Animation xxxHOLiC Extra Official Guide (ISBN 978-4-06-372151-5) 
 Первая публикация: 17 мая, 2006
- XXXHOLiC (яп. 読本 新版)XXXHOLiC (яп. 読本 新版) xxxHOLiC Shinpan Dokuhon (ISBN 978-4-06-372226-0) 
 Первая публикация: 17 ноября, 2006
- xxxHOLiC -Watanuki no Izayoi Souwa- Official Complete Guide —[11] Фанбук описывает прохождение игры Watanuki no Izayoi Souwa, также в него включены описания персонажей, показаны концовки игры, а также даны описания еды и напитков.

### Видеоигра
Игровая адаптация была выпущена на PS2 в Японии 9 августа 2007 компанией Marvelous Interactive. Название игры xxxHolic: Watanuki no Izayoi Sowa (яп. xxxHOLiC 四月一日の十六夜草話)

### DVD
- Первая часть (яп. 第一巻) 26 июля 2006
- Вторая часть (яп. 第二巻) 23 августа 2006
- Третья часть (яп. 第三巻) 20 сентября 2006
- Четвертая часть (яп. 第四巻) 25 октября 2006
- Пятая часть (яп. 第五巻) 22 ноября 2006
- Шестая часть (яп. 第六巻) 20 декабря 2006
- Седьмая часть (яп. 第七巻) 24 января 2007
- Восьмая часть (яп. 第八巻) 21 февраля 2007
- 劇場版XXXHOLiC 真夏ノ夜ノ夢 25 февраля 2006

### CD-Drama
- Tsubasa: RESERVoir CHRoNiCLE-
- XXXHOLiC Limited Edition — 13 компакт-дисков.

### WEB радио
Радио трансляция xxxHOLiC 

Радиоведущие: Кикути Мика (сэйю Моконы Модоки) и Охара Саяка (сэйю Юко) 

Сайт сервер: 

Выпуски: С 6 июня 2006 — продолжается (раз в две недели)

#### Гости
- Кодзима Кадзуко (сэйю Мару): Вторая трансляция
- Кадзуя Накаи (сэйю Домэки): Третья трансляция
- Дзюн Фукуяма (сэйю Ватануки): Четвёртая трансляция

### Саундтрек
Диск Theatrical Feature — XXXHolic Manatsu no Yoru no Yume — Original Soundtrack был выпущен 18 августа 2005 года компанией Pony Canyo и содержит фоновые темы анимационного фильма ×××HOLiC — Manatsu no Yoru no Yume.
1. Ayakashi no Izanai — 1:44
2. Ittsuu no Shoutaijou — 0:46
3. Taika to Roudou — 1:12
4. Kagi to Shoujo to Hitsuzen to Irai — 0:40
5. Ruiran no Roukaku — 1:18
6. Shoutaikyaku Tachi — 1:13
7. Ibitsunda Kao — 2:23
8. Kimyou na Kuukan — 1:01
9. Sawagashii Kairou — 1:10
10. Kieta Collector — 1:49
11. Himitsu no Heya — 2:00
12. Kyouda na Seikaku — 0:30
13. Shokkaku no Hyouhon Hako — 1:17
14. Chidji no Tobira — 1:48
15. Mawaru Gurokken Shibiiru — 1:18
16. Rakutenjou — 0:53
17. Hashiru Watanuki — 1:40
18. Taiji suru Futari — 2:09
19. Yuuko to Suuta no Ayakashitachi — 4:10
20. Houkai Suru Yakata — 3:08
21. Itsuwareru Eien — 3:10
22. Yuuko wa Horoyokigen — 1:36
23. Itsuwareru Eien (Vocal ver.) — 3:09

Диск 19 sai «xxxHOLiC» содержит опенинг первого сезона аниме. Ограниченное издание 19 sai «xxxHOLiC» Special Edition [Limited Release] обладает оригинальной и более большой обложкой. Саундтрек был выпущен 26 апреля 2006 года. Песни исполнил Сикао Суга
1. 19 sai — 4:08
2. Home nite — 4:48
3. Sanagi ~theme from xxxHOLiC the movie~ GOTA REMIX — 4:51

Диск Nobody Knows в регулярном издании содержит опенинг второго сезона аниме и две других песни которые исполнил Сикао Суга. Ограниченное издание Nobody Knows — «xxxHOLiC» Special Edition [Limited Release] обладает оригинальной обложкой и некоторым дополнительным контентом. Также существует ограниченное издание содержащее также DVD с дополненным контентом. Диски были выпущены компанией BMG Japan в 2008 14 мая со следующими саундтреками:
1. Nobody Knows — 4:01
2. 1 3000 Piece — 4:44
3. Conveni — 4:17

Диск Honey Honey feat. Kozue Ayuse был выпущен компаний BMG Japan в 2008 18 июня. Основным его содержанием является эндинг второго сезона исполненный группой Seamo.
1. Honey Honey featuring Ayuse Kozue — (4:36)
2. Honey Honey (instrumental) — (4:15)
3. Honey Honey (live version) — (4:26)